# Jean Spangler
Jean Elizabeth Spangler (Seattle, 2 settembre 1923 –   scomparsa a Los Angeles il 7 ottobre 1949) è stata una ballerina, modella e attrice statunitense apparsa in piccole parti in diversi film di Hollywood alla fine degli anni '40. Ha attirato l'attenzione del pubblico per la sua misteriosa scomparsa avvenuta nell'ottobre del 1949.

## Biografia
Jean Spangler nacque a Seattle, Washington. Ha frequentato la Franklin High School di Los Angeles, California dove si displomò nel 1941. Da adolescente la Spangler ha ballato con l'Earl Carroll Theatre e Florentine Gardens. Nella sua breve carriera di attrice, è apparsa come ballerina in diversi ruoli non accreditati, in film come When My Baby Smiles at Me (1948) di Walter Lang, nella commedia Chicken Every Sunday (1949) e nel dramma musicale Chimere (1950).

## Vita privata
Nel 1942 sposò l'industriale Dexter Benner (1920-2007). I due ebbero una figlia, Christine (nata il 22 aprile 1944), ma divorziarono nel 1946. La Spangler e Benner si impegnarono in una lunga battaglia legale per la custodia della figlia, fino a quando la Spangler ottenne la custodia nel 1948. Al momento della sua scomparsa, viveva con la madre Florence, la figlia di cinque anni Christine, il fratello Edward e la cognata Sophie, in Colgate Avenue nel complesso residenziale di Park La Brea vicino a Wilshire Boulevard.

## La misteriosa scomparsa
Venerdì 7 ottobre 1949, la Spangler uscì dalla sua casa a Los Angeles intorno alle 17:00. Lasciò sua figlia con Sophie e disse che avrebbe incontrato Benner per discutere di un pagamento tardivo per il mantenimento della figlia; dopo di che, avrebbe lavorato alle riprese notturne per un film. Due ore dopo la partenza, la Spangler chiamò a casa e parlò con Sophie e sua figlia; lei disse a Sophie che avrebbe "dovuto lavorare tutte le otto ore" e probabilmente non sarebbe tornata a casa quella sera. A quel tempo, la madre della Spangler, Florence, era fuori città in visita ad una famiglia a Louisville, nel Kentucky. La mattina seguente, l'8 ottobre, Sophie andò alla polizia e denunciò una persona scomparsa dopo che la Spangler non aveva fatto ritorno a casa.
Sebbene la Spangler avesse detto a sua cognata che avrebbe lavorato su un set cinematografico dopo essersi incontrata con Benner, la polizia controllò con gli studi e la Screen Extras Guild e non trovò alcun documento indicante che la donna avesse lavorato quella notte. Una commessa del Farmers Market, un negozio di alimentari a pochi isolati dalla casa della Spangler, ricordò di averla vista curiosare nel negozio intorno alle 18:00 e notò che "sembrava aspettare qualcuno." Questo è stato l'ultimo avvistamento conosciuto di Jean Spangler. La polizia interrogò Benner sulla dichiarazione fatta a Sophie secondo cui Jean avrebbe dovuto incontrare lui in merito ai pagamenti del mantenimento della figlia. L'uomo però affermò di non vedere la sua ex moglie da diverse settimane. La sua nuova moglie, Lynn Lasky Benner (1924-2019), con la quale era sposato da solo un mese, confermò la sua storia.

### Ritrovamento della borsetta e del biglietto
(Biglietto scritto a mano trovato nella borsetta della Spangler a Griffith Park)

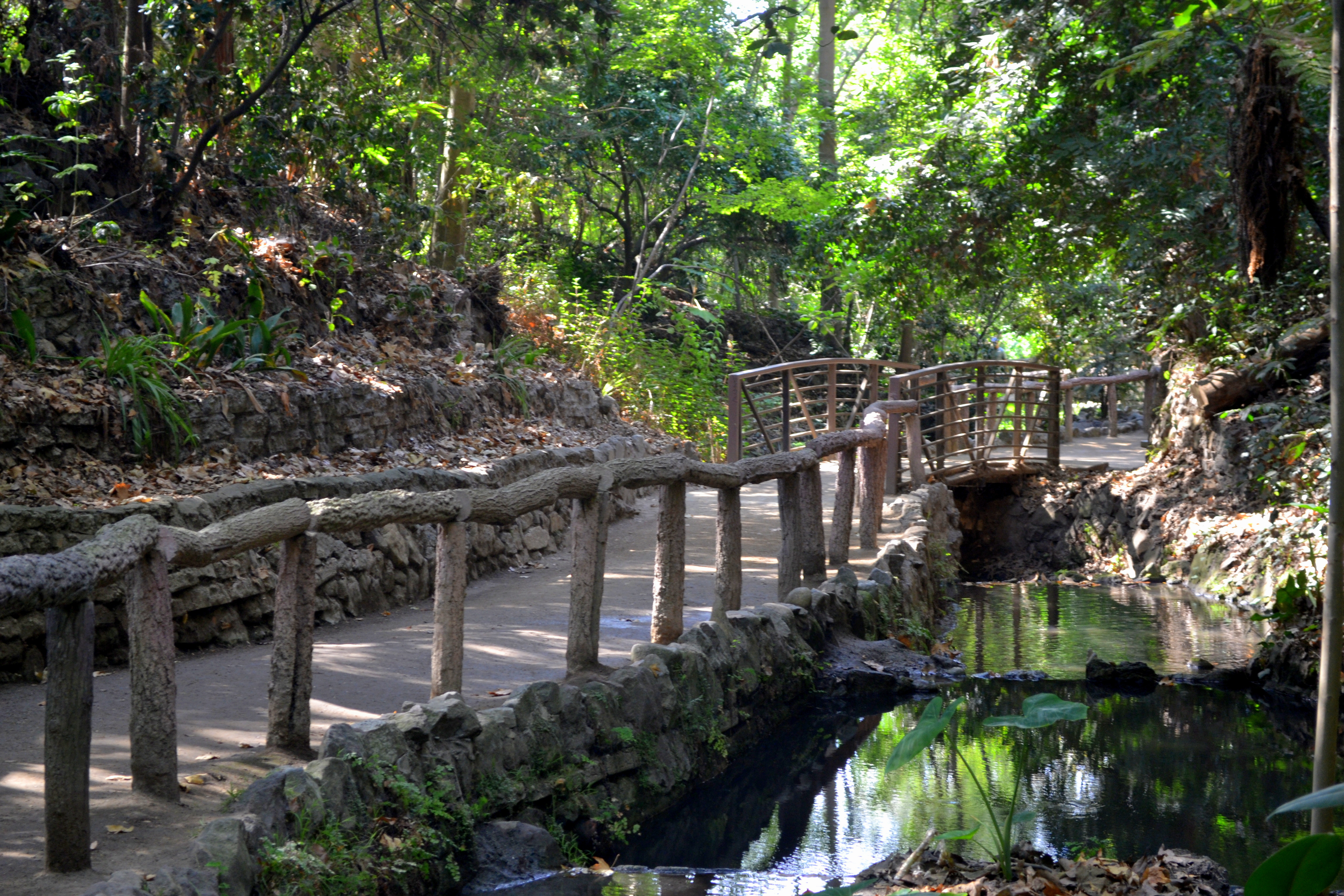
Il sentiero Ferndell del Griffith Park, dove è stata trovata la borsa di Jean Spangler

Il 9 ottobre 1949, la borsetta della Spangler venne ritrovata vicino all'inizio del sentiero Ferndell del Griffith Park di Los Angeles, a circa 5,5 miglia (8,9 km) da casa sua. Entrambe le cinghie su un lato della borsa erano state strappate come se le fosse stata scippata la borsetta dal braccio. Sessanta agenti della polizia e oltre cento volontari perquisirono il terreno del parco naturale di 4 107-acro (16,62 km²), ma non vennero trovati altri indizi. Nella borsetta non c'erano soldi (Sophie disse che non aveva soldi quando uscì di casa la sera della sua scomparsa), quindi la polizia escluse la rapina come movente. Nella borsa c'era un biglietto indirizzato ad un certo "Kirk", che diceva: "Kirk: Non posso più aspettare, vado a trovare il Dr. Scott. Funzionerà meglio in questo modo mentre mamma è assente". La nota terminava con una virgola.
Né "Kirk" né il "Dr. Scott" furono mai identificati e né la famiglia della Spangler né i suoi amici conoscevano nessuno con quei nomi.
Quando la madre della Spangler, Florence, tornò a Los Angeles, disse alla polizia che qualcuno di nome "Kirk" era andato a prendere Jean a casa sua due volte, ma era rimasto nella sua macchina e non era entrato. La polizia interrogò tutti i dottori con il cognome Scott a Los Angeles, ma nessuno di loro aveva una paziente con il cognome Spangler o Benner, il suo nome da sposata. Una volta la Spangler aveva avuto una relazione con un uomo violento che lei chiamava "Scotty", ma il suo avvocato disse che non lo vedeva dal 1945. Il Griffith Park fu perquisito la settimana successiva da oltre duecento volontari e forze dell'ordine. Durante la ricerca, il cane di un volontario si mise a scavare trovando un'uniforme in jeans della Prigione della Contea di Los Angeles, sepolta in un buco poco profondo, ma non sono stati trovati altri effetti personali della Spangler.

### Teorie e presunti avvistamenti
Al momento della scomparsa, la Spangler aveva completato di recente le riprese di una piccola parte nel film Chimere con Kirk Douglas; questo ha portato alla speculazione pubblica che fosse lui il Kirk menzionato nel biglietto trovato nella sua borsa. Dopo aver letto della scoperta del biglietto, lo stesso Douglas chiamò la polizia e negò di conoscere la Spangler. In seguito, quando è stato interrogato telefonicamente dal capo della squadra investigativa, Douglas ammise di aver "parlato e scherzato un po' con lei" sul set, ma che non aveva mai trascorso del tempo con lei al di fuori della produzione cinematografica. Il 12 ottobre, Douglas diffuse un comunicato stampa formale in cui dichiarò: "Ho detto al Capo Detective Thad Brown che non ricordavo la ragazza o il nome fino a quando un amico mi ha ricordato che era lei che ha lavorato come comparsa in una scena con me nel film Chimere... poi ho ricordato che era una ragazza alta con un vestito verde. Ho parlato e scherzato un po' con lei sul set ... Ma non l'ho mai vista prima o dopo quell'occasione e non sono mai uscito con lei."
Le amiche della Spangler dissero alla polizia che era incinta di tre mesi quando scomparve e che aveva parlato di aborto, che all'epoca era illegale. I testimoni, che frequentavano gli stessi locali notturni e bar della Spangler, dissero alla polizia di aver sentito parlare di un ex studente di medicina noto come "Doc", che praticava aborti per soldi, ma la polizia non è né riuscita ad identificarlo né a dimostrare che esistesse. La teoria secondo cui la Spangler è scomparsa in circostanze legate a un tentativo di aborto fallito è stata indagata dal Dipartimento di Polizia di Los Angeles (LAPD). La Spangler l'aveva anche detto al suo amico, l'attore Robert Cummings con cui all'epoca aveva una relazione occasionale, ma non aveva menzionato l'identità del padre. Quando Cummings aveva chiesto se fosse una cosa seria, lei rispose: "No. Ma sto vivendo il momento più bello della mia vita."
All'epoca, alcuni giornali riportarono che si temeva che la Spangler fosse una delle numerose donne vittime di una serie di omicidi a Los Angeles, potenzialmente collegati all'omicidio della Dalia Nera avvenuto nel 1947. Un'altra teoria esaminata dalla polizia fu che la scomparsa della Spangler fosse correlata ai gangster di Los Angeles con i quali si diceva fosse associata. Secondo quanto riportato dallo storico Jon Lewis nel suo libro Hard-Boiled Hollywood: Crime and Punishment in Postwar Los Angeles, la Spangler aveva lavorato per un certo periodo come ballerina al Florentine Gardens, un nightclub di proprietà di Mark Hansen e Nils Thor Granlund. Lewis afferma che la sua conoscenza con Hansen e Granlund "l'ha messa nell'orbita" di vari affiliati della mafia, tra cui Anthony Cornero e Mickey Cohen. La Spangler fu presumibilmente vista con Davy Ogul, un socio di Cohen, a Palm Springs, così come a Las Vegas, Nevada, venne presumibilmente vista con Ogul e Frank Niccoli, un altro socio di Cohen. Ogul scomparve il 9 ottobre 1949, due giorni dopo la Spangler. Ciò ha portato la polizia ad indagare sulla possibilità che la Spangler e Ogul, che era sotto accusa per cospirazione, fossero fuggiti per evitare il processo. La polizia interrogò Thomas Ellery Evans, un gangster e conoscente di Ogul, durante le indagini. Nell'aprile 1950, la sorella della Spangler, Betsy, testimoniò che né lei né sua sorella avevano mai conosciuto Ogul, Cohen o alcuno dei suoi soci.
Nel 1950, un agente doganale di El Paso, Texas, riferì di aver visto Ogul con una donna che assomigliava alla Spangler in un albergo locale. L'impiegato dell'albergo identificò la Spangler da una fotografia, ma né il nome di Ogul né quello della Spangler erano presenti sul registro dell'hotel.

## Conseguenze
Poco dopo la scomparsa della Spangler, la custodia della figlia di lei e Benner, Christine, fu temporaneamente concessa a Benner il 27 ottobre 1949. L'anno seguente, iniziò una battaglia legale per la custodia tra Benner e Florence, a cui l'uomo negò il permesso di fare visita a Christine. Benner andò contro un ordine del tribunale che permetteva alla madre della Spangler di fare visita alla bambina. Condannato a scontare quindici giorni di carcere per oltraggio alla corte, l'uomo fuggì dalla California con sua figlia, stabilendosi poi in Florida.
Il LAPD ha continuato le ricerche e fatto circolare la foto della Spangler per diversi anni, nel tentativo infruttuoso di trovare lei o qualsiasi altro indizio affidabile. L'editorialista Louella Parsons ha offerto una ricompensa di 1.000 dollari per informazioni sulla scomparsa o sulla posizione della Spangler. Nonostante una ricerca a livello nazionale, non sono emersi ulteriori indizi. Possibili avvistamenti includevano la California settentrionale e meridionale, Phoenix, in Arizona e Città del Messico nei due anni successivi, ma nessuno di questi avvistamenti è stato convalidato. Jean Spangler risulta ancora elencata come una persona scomparsa e la polizia di Los Angeles non ha archiviato il caso.
Negli anni 2000 il detective in pensione Steve Hodel, che in precedenza aveva affermato che il defunto padre George era l'assassino della Dalia Nera nonché il Killer dello Zodiaco, ha espresso il sospetto che il genitore fosse anche l'assassino di Jean Spangler. A detta di Hodel il padre avrebbe ucciso la Spangler che frequentava da diverso tempo perché a conoscenza di prove che avrebbero potuto incastrarlo circa lo stupro della figlia Tamar. Inoltre Hodel ritiene che i misteriosi "Kirk" e "Dr. Scott" nel messaggio della Spangler possano essere due dei medici che insieme al padre facevano parte di un gruppo di medici abortisti guidato dal dottor Leslie Audrain. In realtà non esiste nessuna prova di quanto affermato da Hodel e, come molti hanno fatto notare, il 7 ottobre 1949 il dottor George Hodel era detenuto nella prigione della contea e se anche (come dichiarato in seguito dal figlio) fosse uscito quello stesso giorno pagando la cauzione di 5.000 dollari non avrebbe probabilmente rischiato commettendo un crimine più efferato. Inoltre il dottor Leslie Audrain morì il 20 maggio 1949 e quindi non poteva essere a capo di un presunto cerchio di aborti clandestini nell'ottobre 1949.

## Filmografia
- Il miracolo delle campane (The Miracle of the Bells), regia di Irving Pichel (1948)[26] non accreditata
- Mummy's Dummies, regia di Edward Bernds - cortometraggio (1948) non accreditata
- When My Baby Smiles at Me, regia di Walter Lang (1948)[26] non accreditata
- Chicken Every Sunday, regia di George Seaton (1949)[26] non accreditata
- Chimere (Young Man with a Horn ), regia di Michael Curtiz (1950)[4] non accreditata
- La Venere di Chicago (Wabash Avenue), regia di Henry Koster (1950)[1] non accreditata
- Botta senza risposta (Champagne for Caesar), regia di Richard B. Whorf (1950)[27] non accreditata
- Ogni anno una ragazza (The Petty Girl), regia di Henry Levin (1950)[4] non accreditata